# Comuna Murahivka, Bereznehuvate
Murahivka (în ucraineană Мурахівка) este o comună în raionul Bereznehuvate, regiunea Mîkolaiiv, Ucraina, formată din satele Kalînivka, Murahivka (reședința), Ternivka și Velîke Artakove.

## Demografie
Componența lingvistică a comunei Murahivka
     Ucraineană (95,46%)
     Rusă (3,15%)
     Alte limbi (0,57%)
Conform recensământului din 2001, majoritatea populației comunei Murahivka era vorbitoare de ucraineană (95,46%), existând în minoritate și vorbitori de rusă (3,15%).